# بروتوكول Z39.50
بروتوكول Z39.50 هو مجموعة من البروتوكولات لوصف وإنشاء الاتصال بين نظامين أو أكثر، وذلك بهدف إتاحة البحث وتبادل البيانات الببليوجرافية بين قواعد بيانات متماثلة وليست بالضرورة متطابقة. أي أن هذا البروتوكول لا يتطلب معرفة خصائص النظم المتصلة بها، بل يكفي أن يكون ذلك النظام يدعم البروتوكول Z39.50 فهذا البروتوكول يعتمد على تقنية الخادم والعميل في استرجاع المعلومات، وبشكل متزايد أصبح هذا البروتوكول شائعاًً للربط بين أنظمة المكتبات الآلية.

## أهميته للمكتبات
يقدم بروتوكول Z39.50 تسهيلات غير تقليدية ومتقدمة لمعالجة بعض القضايا والمشاكل التي تواجه المكتبات. ومن أبرز تلك القضايا مواجهة الكم المتراكم من المعلومات ( تنظيماً وإتاحة ) ، إضافة إلى قضايا المشاركة في المصادر . ويمكن القول أن Z39.50 قد أوجد فرصة سانحة للمكتبات لتحسين طرق وصول المستفيدين إلى المعلومات التي يرغبونها بيسر وسهولة .
يتمتع هذا البروتوكول بعدد من الوظائف والخدمات التي جعلت منه بيئة خصبة لعدد من التطبيقات في المجالات التالية : عمليات البحث والاسترجاع ، عمليات الفهرسة ، الإعارة بين المكتبات وتوصيل الوثائق ، إتاحة الفهارس من خلال الخط المباشر OPACs ، خدمة البث الانتقائي للمعلومات ، البحث باستخدام خاصية الواجهات الرسومية الموحدة .

## تطبيقات البروتوكول في المكتبات

### عمليات البحث واسترجاع المعلومات
" تعتبر خدمة البحث والاسترجاع من أهم مميزات هذا البروتوكول. ويمكن القول أن عمليات البحث والاسترجاع هي العملية الأولى التي استخدمتها المكتبات للاستفادة من هذا البروتوكول. حيث يوفر إمكانيات عالية ومتقدمة في عمليات البحث في قواعد المعلومات المختلفة بإستراتيجية بحث واحدة وواجهات موحدة. كما يمكن البحث بأي مدخل سواء كانت كلمات مفتاحية Keyword أو مداخل أخرى مثل المؤلف، العنوان، الموضوع، ... الخ . كما يدعم هذا البروتوكول معظم تقنيات البحث المعروفة مثل الروابط المنطقية، البتر، الروابط المكانية ، ... الخ .
وتقوم فكرة هذا البروتوكول في علمية البحث والاسترجاع من خلال الربط بين نظامين ( مكتبتين ) بحيث يستطيع المستفيد أن يبحث في فهارس المكتبات الأخرى وهو في مكتبته وذلك من خلال الفهرس الآلي، حيث يقوم المستفيد بالبحث عن موضوع ما أو عدة مواضيع، ويتم ذلك من خلال التعبير عن هذه المواضيع بمصطلحات والتي سوف تستخدم في البحث في قواعد البيانات ( الهدف Target ) ، ثم تعمل التقنية التي تعتمد على Z39.50 باستلام الطلب وتبدأ عملية البحث ، ثم تقوم بتخزين النتائج في شكل يمكن أن يطلق عليه مجموعة النتائج Result Set .
إن الفائدة الأساسية لـ Z39.50 هي انه يتيح البحث في قواعد المكتبات الأخرى دون عناء وذلك من خلال واجه تفاعلية موحدة ، بالإضافة إلى أنه يمكن من البحث بإستراتيجية بحث واحدة ، كما يمكن البحث في أكثر من قاعدة بيانات أو فهرس في الوقت نفسه ، وقد الكثير من المكتبات إلى وضع فهارسها بشكل مباشر على الإنترنت مع دعم للبروتوكول لتمكن الاستفادة منه ومن خدماته.
ويمكن إجمال فوائد استخدام البروتوكول في عمليات البحث والاسترجاع فيما يلي
• الاستفادة من قواعد ( فهارس ) المكتبات الأخرى من خلال موقع المكتبة
• البحث في قواعد المعلومات المختلفة ( الفهارس ) للمكتبات الأخرى بإستراتيجية بحث موحدة ، على الرغم من اختلاف نظام كل مكتبة ، حيث لا يحتاج المستفيد إلى تعلم أساليب البحث في كل قاعدة .
• توفير واجهة بحث موحدة وتفاعلية ومألوفة للمستفيد.
• إمكانية حفظ إستراتيجية البحث لفترة زمنية محددة.

### عمليات الفهرسة
حينما نتحدث عن عملية الفهرسة وعلاقتها بهذا البروتوكول، أو فوائد هذا البروتوكول واستخدامه في مجال الفهرسة، فانه يمكن تناول هذا الموضوع من جانبين:
• التسجيلات الببليوجرافية.
• الفهارس الموحدة.
– التسجيلات الببليوجرافية Bibliographic records
إن عملية البحث واسترجاع وتحميل التسجيلات الببليوجرافية باستخدام Z39.50 عملية سهلة وفعالة ، حيث يمكن البحث في مصادر متعددة في آن واحد عن التسجيلات الببليوجرافية وإجراء عمليات استيراد لها من تلك القواعد وتحميلها في فهرس المكتبة Copy Cataloging ) ) . أي أن المكتبات باستطاعتها الاستفادة من فهارس المكتبات الأخرى في عملية الفهرسة وذلك من خلال نسخ التسجيلات الببليوجرافية وتحميلها في فهارسها . وهناك برامج كثيرة تستخدم في هذا الغرض بعضها ملحق بالنظم الآلية للمكتبات وبعضها مستقل مثل Bookwhere و eZcat .
أما عن فوائد استخدام هذا البروتوكول في استرجاع التسجيلات الببليوجرافية في شكل مارك فيمكن إجمالها فيما يلي
• استخدام شكل مارك موحد ومتناسق من قواعد ومرافق ببليوجرافية متعددة.
• القدرة على البحث واسترجاع تسجيلات مارك بواجهة موحدة من أنظمة مختلفة ( فهارس وقواعد المعلومات ).
• التقليل من تكلفة تدريب الموظفين في قضايا الفهرسة.
• استيراد وتصدير التسجيلات الببليوجرافية بسهولة ويسر.
- الفهارس الموحدة Union Catalogues
الفهارس الموحدة هي عبارة عن مجموعة من فهارس المكتبات المختلفة، والتي تدخل غالباً في نظام تعاون فيما بينها . وقد كانت هذه وسيلة وأداة مفيدة عملت بها المكتبات منذ عقود. وكما نعلم فان إعداد هذا النوع من الفهارس صعب من الناحية الفنية، بالإضافة إلى تكلفته المادية، حيث يجب توحيد جميع إجراءات الفهرسة في كل مكتبة مشتركة.
إلا انه وباستخدام Z39.50 فانه يمكن تجميع الفهارس المتعددة بدون أي تغيير في التنظيم الفردي الفني الخاص بكل مكتبة ، حيث يمكن للمستفيد البحث من خلال موقع واحد في عدة فهارس وقواعد في آن واحد دون الحاجة إلى توحيد هذه الفهارس في فهرس واحد ومن الأمثلة المشهورة على هذه الفهارس الموحدة الفهرس الموحد الكندي.

### البث الانتقائي للمعلومات
وهي نمط متميز من الإحاطة الجارية تهدف إلى إحاطة المستفيد بكل ما يستجد في تخصصه ومجال اهتمامه . وهي من أهم الخدمات الراقية التي تقدمها المكتبات للمستفيدين. يدعم بروتوكول Z39.50 هذه الخدمة بشكل متميز ، حيث تشتمل الإصدارة الثالثة ( 3 ) من هذا البروتوكول على تقنية تسمح للمستفيد أن يحدد سماته واهتماماته الموضوعية ويقوم بتخزينها ، وذلك من خلال إعطاء كل مستفيد اسم مستخدم User Name و كلمة مرور Password . يقوم النظام بعد ذلك بحفظ هذه البيانات، ثم يقوم وبشكل آلي وعلى فترات زمنية دورية بإجراء عمليات البحث في قواعد البيانات ومصادر المعلومات المحددة، ثم يقوم بمضاهاة اهتمامات كل مستفيد بما هو معرف لديه من معلومات، ويقوم بإرسالها للمستفيد من خلال وسائل الاتصال المتعددة مثل البريد الإلكتروني أو الفاكس وغير ذلك. ويجب أن نشير إلى أن عملية البحث هذه لا تقتصر على مجموعات المكتبة فقط، بل تمتد إلى قواعد المعلومات والبيانات الخارجية.

### الإعارة بين المكتبات
الإعارة بين المكتبات ليست خدمة جديدة في المكتبات، وإنما عملت بها المكتبات منذ فترات طويلة، وإذا كانت هذه الخدمة تتم بين المكتبات إلا أنها تهدف في نهاية المطاف إلى خدمة المستفيد النهائي. وتعتمد خدمة الإعارة بين المكتبات على ثلاثة عناصر رئيسية وهي: الاستعداد للتعاون، الاتفاقية المنظمة بين الأطراف المتعاونة، وأخيراً وجود أداة أو وسيلة للتعريف بمقتنيات المكتبات المتعاونة.
ويعنينا هنا العنصر الثالث أي الوسيلة التي تعرف بمقتنيات المكتبات، حيث كانت تتمثل في المرحلة السابقة في ما يعرف بالفهارس الموحدة، والتي حلت محلها في الوقت الحاضر شبكات المعلومات، ويقدم Z39.50 أداة فعالة وسريعة لمعرفة محتويات المكتبات الأخرى من خلال البحث المباشر في فهارسها وتحديد المواد المطلوبة تمهيداً لطلبها عبر الإعارة المتبادلة بين المكتبات.